# Masdevallia renzii
Masdevallia renzii är en orkidéart som beskrevs av Carlyle August Luer. Masdevallia renzii ingår i släktet Masdevallia och familjen orkidéer. Inga underarter finns listade i Catalogue of Life.